# Moll Flanders (film)
Moll Flanders – amerykański melodramat z 1996 roku na podstawie powieści Daniela Defoe.

## Główne role
- Robin Wright – Moll Flanders
- Morgan Freeman – Hibble
- Stockard Channing – Pani Allworthy
- John Lynch – Artysta
- Brenda Fricker – Pani Mazzawatti
- Geraldine James – Edna
- Aisling Corcoran – Flora
- Jim Sheridan – Ksiądz
- Jeremy Brett – Ojciec artysty
- Britta Smith – Matka artysty
- Cathy Murphy – Polly
- Emma McIvor – Mary
- Maria Doyle Kennedy – Alice

## Fabuła
Anglia, XVIII wiek. Kobieta skazana na śmierć za kradzież, rodzi w więzieniu córkę, Moll Flanders. Dziewczynka wychowuje się w sierocińcu, ale stamtąd ucieka. Przez pewien czas pracuje jako służąca u bogatych możnych, ale potem zostaje sprzedana do domu schadzek. Moll nie akceptuje siebie jako prostytutki i zaczyna pić. Pewnego dnia pewien malarz zatrudnia ją jako modelkę. Zakochuje się w niej ze wzajemnością. Oboje chcą się pobrać, ale jego rodzice nie akceptują tego wyboru. Wkrótce jej kochanek umiera na ospę a Moll rodzi córkę w samotności.

## Nagrody i nominacje
Nagroda Satelita 1996
- Najlepsze kostiumy – Consolata Boyle (nominacja)
- Najlepsza aktorka dramatyczna – Robin Wright Penn (nominacja)
- Najlepszy aktor drugoplanowy w dramacie – John Lynch (nominacja)
- Najlepsza aktorka drugoplanowa w dramacie – Stockard Channing (nominacja)